# Karolina Kowalska

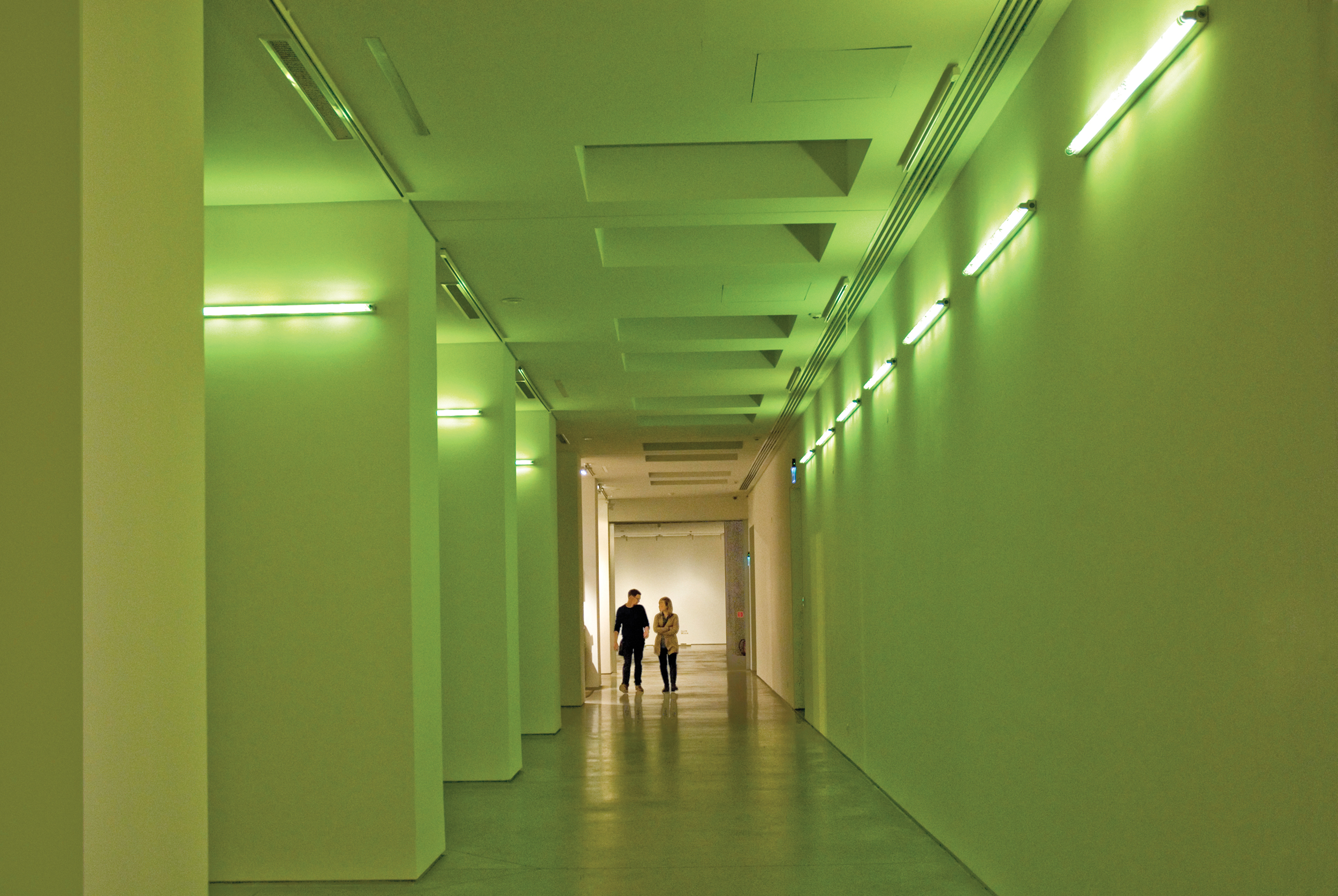
2014_Karolina Kowalska_Lampshades for Neon Bulbs_installation in MOCAK

Karolina Kowalska (ur. 1978 w Krakowie) – polska artystka i projektantka. Zajmuje się głównie projektowaniem światła, instalacji site-specific, obiektów, fotografii i wideo. Tworzy lightboxy i aranżacje przestrzeni, wykorzystując do tego fotografie i projekcje.

## Życiorys
Jest absolwentką Wydziału Grafiki Akademii Sztuk Pięknych w Krakowie (1997–2002). Studiowała również w Hogeschool Gent na wydziale filmu i animacji. W 2006 została zaproszona do programu rezydencjalnego Forum Stadtpark w Grazu. W 2007 roku otrzymała stypendium Ministerstwa Kultury i Dziedzictwa Narodowego. Od 2009 roku uczestniczy w programie Artist Pension Trust (późniejsze MutualArt Group). W 2010/2011 roku przebywała na rezydencji artystycznej Location One w Nowym Yorku, organizowanej we współpracy z Instytutem Adama Mickiewicza. Jest laureatką stypendium artystycznego Ministra Kultury i Dziedzictwa Narodowego Młoda Polska (2010).
Współpracuje z Amateur Cities i Ladies, Wine & Design / Krakow. Prowadzi studio projektowania graficznego  NONSTOPKOLOR. Mieszka i pracuje w Krakowie.
Jej prace znajdują się w kolekcji Artist Pension Trust / Berlin Collection, Kolekcji Muzeum Sztuki Współczesnej w Krakowie MOCAK, kolekcji Bunkra Sztuki, oraz w kolekcjach prywatnych.